# Dioxys aurifusca
Dioxys aurifusca är en biart som först beskrevs av Stephen J. Titus 1901.  Dioxys aurifusca ingår i släktet Dioxys och familjen buksamlarbin. Inga underarter finns listade i Catalogue of Life.